# Kasteel van Meise
Het Kasteel van Meise of Hof van Immersele is een voormalig kasteel in de Vlaams-Brabantse plaats Meise. Het stond in de Plantentuin, nabij de Oranjerievijver.

## Geschiedenis
Het oorspronkelijke kasteel werd gebouwd begin 13e eeuw en in 1211 was er sprake van dat de schepenbank in dit kasteel was gevestigd. Het kasteel werd bewoond door de familie Van Grimbergen. In 1294 kwam het in bezit van Arnold van Lier die heer van Immersele en Wommelgem was. In 1554 (of 1556) werd het goed verkocht aan de familie vander Ee. De laatste telg van dit geslacht, Anne vander Ee had schulden en het kasteel werd in beslag genomen. In 1671 werd het toegewezen aan Barbe Vander Linden. In 1663 werd Jean Filips Vander Linden d'Hoogvorst tot baron verheven. In 1794 werd het kasteel onteigend en deels geplunderd maar in 1809 kwam het kasteel opnieuw aan een telg van de familie, namelijk Emmanuel Constantin Vander Linden d'Hoogvorst. In 1814 liet hij het oude kasteel slopen en vervangen door een nieuw kasteel dat in 1818 gereed kwam. Dit witte kasteel had 82 vertrekken, uitgevoerd in empirestijl en ingericht met tal van kunstwerken.
In 1881 werd het kasteel, samen met het domein van het Kasteel van Bouchout verkocht aan de Belgische koninklijke familie ten behoeve van Charlotte van België. Deze overleed in 1927. In 1938 kwam het domein, met de twee kastelen, aan de Belgische staat. In 1939 werden Belgische soldaten gelegerd in de bijgebouwen van het kasteel en in 1940 werd het bezet door troepen van nazi-Duitsland. Begin september 1944 verlieten de Duitse troepen het terrein maar op 29 november 1944 werd het domein door een V1 getroffen en op 2-3 december nogmaals. De trillingen zouden kortsluiting hebben veroorzaakt en het kasteel brandde af. 
Het domein en het Kasteel van Bouchout werden in 1958 omgevormd tot de Nationale Plantentuin van België.